# FC Beert

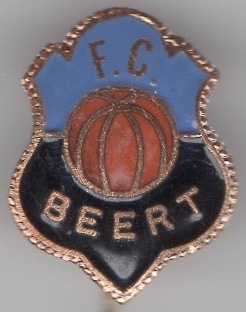

FC Beert was een voetbalclub uit Beert. De club sloot in augustus 1944 aan bij de KBVB met stamnummer 4128.
In september 1954 werd de club van de bondslijsten geschrapt.

## Geschiedenis
FC Beert nam na de aansluiting in augustus 1944 meteen deel aan de competitie 1944-1945 in Derde Provinciale. De club deed het erg goed in zijn eerst vijf bestaansjaren. Telkens eindigde Beert in de top vijf.
In 1949 moest men enkel kampioen CS Tubize in Derde Provinciale H voor zich dulden, dit zou de beste prestatie van de club in zijn geschiedenis worden.
Het seizoen nadien behaalde Beert een derde plaats, maar de laatste drie seizoenen in het bestaan van de club waren minder goed met twee tiende en één twaalfde plek in het klassement op een totaal van zestien deelnemers.
In 1952 was de secretaris van de club de heer Julien Wijns uit de Eikstraat in Beert. Het terrein bevond zich op 100 meter van het station in Bellingen-Beert.
In het seizoen 1953-1954 werd niet meer aan de competitie deelgenomen.
In september 1954 werd de club door de KBVB van de bondslijsten geschrapt.